# Juš Kozak
Juš Kozak (ur. 26 czerwca 1892 w Lublanie, zm. 29 sierpnia 1964 tamże) – słoweński pisarz, eseista, krytyk teatralny i redaktor.

## Życiorys
Juš Kozak urodził się w rodzinie bogatego masarza i oberżysty na przedmieściach Lublany. Dzieciństwo spędził z młodszym bratem, Ferdo Kozakiem. Skończył szkołę i zdał maturę w rodzinnych stronach i rozpoczął studia w Wiedniu. W latach 1911–1914 studiował geografię i historię. Był przywódcą słoweńskich studentów w Wiedniu i brał udział w zakazanym ruchu preporodovców, który żądał utworzenia niezależnego państwa jugosłowiańskiego. Z tego powodu po zamachu w Sarajewie prawie pół roku przebywał w areszcie, a po procesie w Lublanie w roku 1914 został skazany na miesiąc więzienia. Podczas pierwszej wojny światowej, w latach 1914–1917 walczył na rosyjskim froncie i nad Sočą. W roku 1920 ukończył studia na Uniwersytecie w Lublanie, a już dwa lata wcześniej parał się nauczaniem w szkołach. W latach 1918–1941 uczył w lublańskich gimnazjach, a w latach 1935–1941 był dodatkowo redaktorem czasopisma Ljubljanski zvon i zbioru Slovenske poti (1932–1934). Podczas drugiej wojny światowej współpracował z Frontem Wyzwolenia Ludu Słoweńskiego, za co Włosi w roku 1942 go aresztowali i internowali. Po kapitulacji Włoch w roku 1944 przyłączył się do partyzantów. Po zakończeniu wojny był redaktorem pism Slovenski zborniki (1945), Novi svet (1946–1947) i dyrektorem teatru Drama SNG w Lublanie (od 1948 do emerytury w 1955). Został członkiem SAZU w roku 1961. W 1963 roku otrzymał Nagrodę Prešerna za zasługi dla słoweńskiej literatury.

## Twórczość
Na twórczość Kozaka największy wpływ mieli Ivan Cankar i Oton Župančič. Początkowo swoje krótkie teksty pisał w duchu impresjonizmu i publikował w czasopismach Slovan i Ljubljanski zvon. W okresie twórczości przypadającej na lata 1918–1930 przedstawiał przepaść dzielącą patriarchalne tradycje wsi i nowoczesne życie mieszczan (Razori, 1918; Marki Groll, 1918; Dota, 1923; Tuja žena, 1929 w Leteči angel, 1930). Punktem kulminacyjnym wczesnej twórczości Kozaka stanowi powieść Šentpeter, publikowana w latach 1924–1926 w Ljubljanskim zvonie, a w roku 1931 wydana jako książka. Utwór, w którym zastosowano rozmaite techniki typowe dla realizmu, neoromantyzmu i ekspresjonizmu techniki, opowiada o życiu lublańskich przedmieść końca XIX wieku. Kozak pisał także utwory zaliczane do gatunku „górskich opowiadań” (planinska povest) oraz o tematyce wiejskiej (Beli macesen, 1926 w Lectov grad, 1929).
W roku 1932 zwrócił się w stronę socrealizmu pisząc opowiadanie więzienne Celica. Autor opisuje własne przeżycia podczas aresztu w roku 1914 i poprzez korowód barwnych postaci szkicuje portret człowieka, który marzył o wolności.
O czasie przed drugą wojną światową Kozak opowiada w zbiorze krótkich esejów Maske (1940), w którym zawiera także opis Lublany i swoich wspomnień z dzieciństwa. Po wojnie wydaje książkę Blodnje (1946), w której analizuje proces powstawania jego światopoglądu i stosunku do literatury. Najlepszym utworem jego autorstwa jest Lesena žlica (1947 i 1952), w którym wspomnienia autora przeplatają się z kroniką narodu słoweńskiego.
Powojenne życie opisał w utworach Agrarna reforma (1947), Gašper Osat (1949), Balada o ulici v neenakih kiticah (1956), a także w reportażu z podróży Za prekmurskimi kolniki (1934), satyrycznej baśni Špridion (1937) i w dziecięcym portrecie Aleš (1953). Jego ostatnim dziełem jest narracyjna powieść Pavljihova kronika (1964).
Jego dzieła zawierają wiele refleksji, poruszają tematy społeczne, a także promują humanizm i postęp. Skupia się na osobistych doświadczeniach i poznaniu. Jego narracyjna eseistyka stała się wzorem dla innych twórców lat 30. XX w.

## Dzieła (wybór)

### Epika
- Razori, 1918
- Marki Groll, 1918
- Beli mecesen, 1926
- Boj za Mount Everest, 1927
- Lectov grad, 1929
- Šentpeter, 1931 (wydanie polskie 1961, tł. Halina Kalita)[1]
- Celica, 1932
- Za prekmurskimi kolniki, 1934
- Špiridion, 1937
- Lesena žlica, 1947–1952
- Gašper Osat, 1949
- Stezice, 1952
- Aleš, 1953
- Balada o ulici v neenakih kiticah, 1956
- Rodno mesto, 1957
- Portreti, 1962
- Pavlihova kronika, 1964

### Eseistyka
- Maske, 1940
- Blodnje, 1946